# Арбуз (род)
Арбуз (лат. Citrullus) — небольшой род цветковых растений в составе семейства Тыквенные (Cucurbitaceae).
Арбуз обыкновенный (Citrullus lanatus) и Колоцинт (Citrullus colocynthis) широко применяются как пищевые, кормовые и лекарственные растения.

## Распространение и история культивирования
Представители рода в диком виде произрастают практически на всей территории Африки, в Западной и Средней Азии. Культивируются во многих тропических и умеренных районах земного шара.
В ДНК арбуза из гробницы XVIII династии Нового царства возрастом 3500 лет генетики выявили две мутации, одна из которых отключила ген, перерабатывающий красный пигмент ликопен, а другая — ген, ответственный за производство горьких на вкус веществ кукурбитацинов. Наиболее же близким к культурному арбузу оказались кордофанские арбузы с белой и сочной мякотью Citrullus lanatus subsp. cordophanus, выращиваемые в районе Северного и Южного Дарфура в Судане. Это, возможно, говорит о том, что кордофанские арбузы являются потомками прародителя популяции одомашненного арбуза, который распространился на север вдоль Нила, с дальнейшими улучшениями, такими как появление красной мякоти. Кордофанские арбузы и одомашненные арбузы образуют сестринскую кладу по отношению к слизистосемянному арбузу Citrullus mucosospermus.

## Ботаническое описание

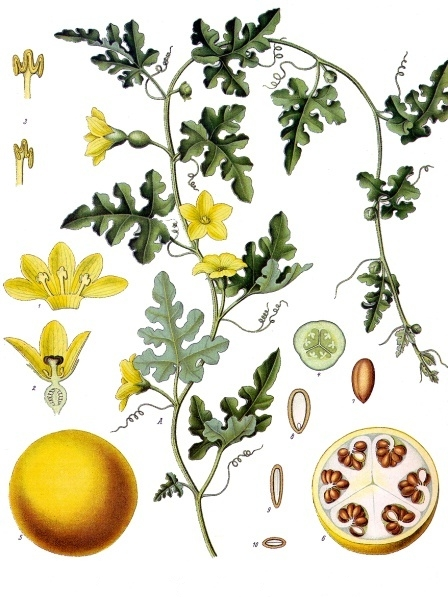
Колоцинт.

Одно- или многолетние травы, с простёртыми или лазящими стеблями.
Листья очерёдные, в очертании округлые или треугольно-яйцевидные, глубоко 3—5-лопастные или раздельные; лопасти (доли) в свою очередь лопастные или раздельные до рассечённых; усики 3—5-раздельные, реже простые.
Цветки раздельнополые, одно- или двудомные, одиночные, реже в пучках. Тычиночные цветки с широко колокольчатым цветоложем, пятью узкими чашелистиками и колесовидным или широко колокольчатым, глубоко пятираздельным, жёлтым венчиком, доли которого тупые, продолговато-яйцевидные; тычинок пять (из них четыре попарно сросшиеся), имеется рудимент завязи в виде железки. Пестичные цветки имеют околоцветник, сходный с таковым у тычиночных, и три коротких стаминодия в виде щетинок или язычков. Завязь яйцевидная, с коротким столбиком и тремя рыльцами, мясистыми, почти двулопастными.
Плод шаровидный или удлиненный, сочный или сухой, нераскрывающийся, многосемянный. Семена обратнояйцевидные, сплюснутые, часто окаймлённые.

## Классификация

### Представители
Род насчитывает 5—7 видов:
- Citrullus amarus (С. colocynthoides)[англ.] — Арбуз кормовой[7][8], ранее относился к подвиду арбуза шерстистого (Citrullus vulgaris var. colocynthoides Schweinf.)
- Citrullus colocynthis (L.) Schrad. — Колоцинт
- Citrullus ecirrhosus Cogn. (Citrullus ecirrhosus[англ.]) — Арбуз безусиковый[9]
- Citrullus lanatus (Thunb.) Matsum. & Nakai — Арбуз шерстистый, включающий 3 подвида[10][11]:
  - Citrullus lanatus ssp. lanatus — собственно Арбуз шерстистый
  - Citrullus lanatus ssp. vulgaris (Schrad.) Fursa — Арбуз обыкновенный
  - Citrullus lanatus ssp. mucosospermus Fursa — Арбуз слизистосемянный
- Citrullus naudinianus[англ.] — Арбуз Нодэна[12]
- Citrullus rehmii De Winter[англ.]

Кроме собственно арбузов, арбузом называется ещё растение рода Praecitrullus — Арбуз полый индийский (Praecitrullus indicus Pang., или Citrullus vulgaris var. fistulosus (Stockes) Duthie et Fuller (Watt 2, 1889, 332), или Citrullus fistulosus Stockes, или Praecitrullus fistulosus (Stocks) Pang.).

### Таксономия
Род Арбуз входит в трибу Benincaseae подсемейства Cucurbitoideae семейства Тыквенные (Cucurbitaceae) порядка Тыквоцветные (Cucurbitales).
Название Citrullus впервые употребил шведский ботаник Петрус Форскаль (Petrus Forskal) в 1775 году, однако он не дал диагноза рода. Это сделал позже немецкий ботаник Г. Шрадер, ставший единственно законным автором рода Citrullus. Название Citrullus Schrad. было узаконено VIII Международным ботаническим конгрессом в 1954 году и включено в список сохраняемых названий — nomina conservanda (III приложение к Международному кодексу ботанической номенклатуры, 1959).
|  |                                      |  |                                                             |                                                             |                     |  | ещё 6 семейств (согласно Системе APG II) | ещё 6 семейств (согласно Системе APG II)                     |                                                              |  |  |  | ещё 6 триб (согласно Системе APG II) | ещё 6 триб (согласно Системе APG II) |           |  |  |  |  |
|  |                                      |  |                                                             |                                                             |                     |  | ещё 6 семейств (согласно Системе APG II) | ещё 6 семейств (согласно Системе APG II)                     |                                                              |  |  |  | ещё 6 триб (согласно Системе APG II) | ещё 6 триб (согласно Системе APG II) | 5—7 видов |  |  |  |  |
|  |                                      |  |                                                             | порядок Астроцветные                                        |                     |  |                                          |                                                              | подсемейство Cucurbitoideae                                  |  |  |  |                                      | род Арбуз                            |           |  |  |  |  |
|  |                                      |  |                                                             | порядок Астроцветные                                        |                     |  |                                          |                                                              | подсемейство Cucurbitoideae                                  |  |  |  |                                      | род Арбуз                            |           |  |  |  |  |
|  | отдел Цветковые, или Покрытосеменные |  |                                                             |                                                             | семейство Тыквенные |  |                                          |                                                              | триба Benincaseae                                            |  |  |  |                                      |                                      |           |  |  |  |  |
|  | отдел Цветковые, или Покрытосеменные |  |                                                             |                                                             |                     |  |                                          |                                                              |                                                              |  |  |  |                                      |                                      |           |  |  |  |  |
|  |                                      |  | ещё 44 порядка цветковых растений (согласно Системе APG II) | ещё 44 порядка цветковых растений (согласно Системе APG II) |                     |  |                                          | ещё одно подсемейство Zanonioideae (согласно Системе APG II) | ещё одно подсемейство Zanonioideae (согласно Системе APG II) |  |  |  | еще 18 родов                         | еще 18 родов                         |           |  |  |  |  |
|  |                                      |  |                                                             | ещё 44 порядка цветковых растений (согласно Системе APG II) |                     |  |                                          |                                                              | ещё одно подсемейство Zanonioideae (согласно Системе APG II) |  |  |  |                                      | еще 18 родов                         |           |  |  |  |  |